# Jorat-Mézières
Jorat-Mézières ist seit dem 1. Juli 2016 eine politische Gemeinde im Kanton Waadt, Schweiz. Sie entstand aus der Fusion der ehemaligen Gemeinden Carrouge, Ferlens und Mézières.